# Boscos secs de Balsas

Boscos secs de Balsas ecoregió a Mèxic Occidental i Mèxic Central

Els boscos secs de Balsas són una ecoregió tropical, en el bioma dels boscos secs tropicals i subtropicals de frondoses, localitzat a Mèxic Occidental i Mèxic Central. Les muntanyes dels voltants són la llar dels boscos de pi i alzina: boscos de pi i alzina del Cinturó Volcànic Transmexicà al nord i nord-oest, els boscos de pi i alzina de Sierra Madre del Sur per al sud, i els boscos de pi i alzina de Sierra Madre de Oaxaca a l'est. El matollar xeròfil de la de la Vall de Tehuacán es troba al nord-est. Els boscos secs de Balsas es troben els boscos secs de la costa del Pacífic Sud, on es trenca el Balsas a través de Sierra Madre del Sur en el seu camí cap a l'oceà Pacífic.
Els boscos secs de Balsas ocupen la conca del riu Balsas. L'ecoregió té una superfície de 62.400 km². La Vall Balsas, i els boscos secs de Balsas, s'estenen a l'est i l'oest entre les àrees de l'Eix volcànic transversal per al nord i Sierra Madre del Sur al sud. Els boscos secs de Balsas s'estenen per parts dels estats de Michoacán, Guerrero, Mèxic, Morelos, Puebla i Oaxaca.
El clima dels boscos secs de Balsas és tropical i subhumit. Les precipitacions són menys de 120 centímetres per any i de temporada, amb una estació seca que pot durar fins a vuit mesos.